# Strada statale 303 del Formicoso
La strada statale 303 del Formicoso (SS 303), ora strada provinciale ex SS 303 del Formicoso (SP ex SS 303) in parte della provincia di Avellino e in provincia di Potenza e strada provinciale 99 bis del Formicoso (SP 99 bis) in provincia di Foggia, è una strada statale e provinciale italiana che prende il nome dall'omonimo altopiano che attraversa.
Secondo un'ipotesi avanzata per la prima volta nel XIX secolo dall'archeologo tedesco Theodor Mommsen, la Via Appia Antica avrebbe seguito la cresta di Frigento e del Formicoso ove sorge la SS 303. Tuttavia il successivo rinvenimento in Valle Ufita dei resti di un forum graccano (Forum Aemilii) oltreché di due miliari della via Aemilia (che dal forum stesso si dipartiva) hanno permesso all'archeologo Werner Johannowsky, in una pubblicazione del 1991, di ipotizzare che il tracciato originario della Via Appia Antica transitasse invece per la valle dell'Ufita. Secondo Silvia Pacifico della soprintendenza archeologica, belle arti e paesaggio delle province di Salerno e Avellino è inoltre possibile che la Via Appia Antica si diramasse in due percorsi a partire dall'attuale bivio tra la strada statale 90 delle Puglie e la SS 303 del Formicoso (nell'odierna Mirabella Eclano, in località San Michele): l'uno diretto verso il forum graccano in Valle Ufita con successiva risalita dello stesso fondovalle, l’altro per la dorsale che, passando per Frigento, prosegue nella direzione della valle d'Ansanto.

## Percorso
La strada ha origine in località Passo di Mirabella, nel comune di Mirabella Eclano, dove si distacca dalla strada statale 90 delle Puglie. La prima parte del tracciato prosegue in direzione sud-est, passando per il bivio di Gesualdo e Frigento e terminando con l'innesto della strada statale 425 di Sant'Angelo dei Lombardi nei pressi di Guardia Lombardi.
Da questo punto la strada cessa di essere statale e prosegue in direzione est arrivando ad incrociare l'ex strada statale 91 della Valle del Sele proco prima di giungere a Bisaccia. Il percorso continua in direzione nord-est, toccando Lacedonia e sconfinando in Puglia: qui supera il bivio per Rocchetta Sant'Antonio e ripiega verso sud-est giungendo nei pressi di Rocchetta Scalo dove incrocia la strada statale 401 dir dell'Alto Ofanto e del Vulture all'altezza del ponte sull'Ofanto.
La strada entra quindi in Basilicata dove, proseguendo sempre in direzione sud-est, raggiunge Melfi (dove incrocia la ex strada statale 401 dell'Alto Ofanto e del Vulture) prima e Rapolla poi dove si innesta sulla strada statale 93 Appulo-Lucana.
La strada riveste un ruolo importante, soprattutto nel suo primo tratto, poiché arteria di principale raccordo e collegamento tra vari comuni dell'Irpinia con ampi panorami; infatti sono visibili da un lato la valle dell'Ufita, dall'altro la valle dell'Ofanto e i monti Picentini, inoltre al km 14 si ammira la mofeta della valle d'Ansanto, luogo sacro per gli antichi Irpini.
In seguito al decreto legislativo n. 112 del 1998, dal 17 ottobre 2001 la gestione del tratto campano da Guardia Lombardi in poi (dal km 20,800 al km 59,090 km) è passata dall'ANAS alla regione Campania, che nella stessa data ha ulteriormente devoluto le competenze alla provincia di Avellino; sempre nel 2001 la gestione del tratto pugliese è passata alla regione Puglia, che ha provveduto al trasferimento dell'infrastruttura al demanio della provincia di Foggia e quella del tratto lucano è passata alla regione Basilicata che ha provveduto al trasferimento dell'infrastruttura al demanio della provincia di Potenza.